# Koji Igarashi
 (mars 2020).
Si vous disposez d'ouvrages ou d'articles de référence ou si vous connaissez des sites web de qualité traitant du thème abordé ici, merci de compléter l'article en donnant les références utiles à sa vérifiabilité et en les liant à la section « Notes et références ».
Koji Igarashi (五十嵐 孝司, Igarashi Kōji), né le 17 mars 1968, également connu sous le surnom IGA, est un producteur. Il est notamment connu pour avoir été assistant réalisateur sur Castlevania: Symphony of the Night.
Il est le producteur de tous les Castlevania depuis Castlevania: Harmony of Dissonance.
C'est ensuite la Kojima Productions, division de développement de Hideo Kojima au sein de Konami, qui prend les rênes de production et de supervision à l'occasion de la sortie de Castlevania: Lords of Shadow sur PS3 et Xbox 360.
Koji Igarashi quitte Konami en mars 2014 pour rejoindre le studio Inti Creates, mais il le quitte brièvement en septembre 2014 pour fonder son studio Artplay.
Le 11 mai 2015, il lance une campagne Kickstarter pour promouvoir son nouveau jeu Bloodstained: Ritual of the Night, sorti le 18 juin 2019 sur Windows, Xbox One et PlayStation 4 et le 25 juin 2019 sur Nintendo Switch.

## Ludographie
- 1992 : Detana! Twinbee (PC-Engine) - Programmeur
- 1994 : Tokimeki Memorial (PC-Engine, PlayStation ...) - Scénariste
- 1994 : Lethal Enforcers II: Gunfighters (Mega-CD) - Programmeur
- 1997 : Castlevania: Symphony of the Night (PlayStation) - Assistant réalisateur, Programmeur
- 2001 : Castlevania Chronicles (PlayStation) - Producteur
- 2002 : Castlevania: Harmony of Dissonance (Game Boy Advance) - Producteur
- 2003 : Castlevania: Aria of Sorrow (Game Boy Advance) - Producteur
- 2003 : Castlevania: Lament of Innocence (PlayStation 2) - Producteur
- 2005 : NanoBreaker (PlayStation 2) - Producteur
- 2005 : Castlevania: Dawn of Sorrow (Nintendo DS) - Producteur
- 2005 : Castlevania: Curse of Darkness (PlayStation 2, Xbox) - Producteur
- 2006 : Castlevania: Portrait of Ruin (Nintendo DS) - Producteur
- 2007 : Castlevania: Order of Shadows (mobile phone) - Producteur
- 2007 : Castlevania: The Dracula X Chronicles (PlayStation Portable) - Producteur
- 2008 : Castlevania: Order of Ecclesia (Nintendo DS) - Producteur
- 2009 : Castlevania Judgment (Wii) - Producteur
- 2010 : Castlevania: Harmony of Despair (Xbox Live Arcade) - Producteur
- 2019 : Bloodstained: Ritual of the Night - Producteur
- 2020 : Bloodstained: Curse of the Moon 2 - Producteur